# Stanisław Bareja
Stanisław Sylwester Bareja  (sinh ngày 5 tháng 12 năm 1929 – mất ngày 14 tháng 6 năm 1987) là một nhà làm phim người Ba Lan. Teddy Bear (Miś) (1980) là phim nổi tiếng nhất của Stanisław Bareja.
Năm 2005, một con phố ở Warsaw được đặt theo tên ông. Ngày 21 tháng 9 năm 2006, Stanisław Bareja được Tổng thống Lech Kaczynski trao tặng Thập tự Chỉ huy Huân chương Polonia Restituta.

## Thành tích nghệ thuật

### Đạo diễn
- Co-drivers (Zmiennicy, (1986))
- Alternatywy 4 (1983)
- Teddy Bear (Miś, 1980)
- What Will You Do When You Catch Me? (Co mi zrobisz, jak mnie złapiesz?, 1978)
- Brunet Will Call (Brunet wieczorową porą, 1976)
- Incredibly peaceful man (Niespotykanie spokojny człowiek, 1975)
- A Jungle Book of Regulations (Nie ma róży bez ognia, 1974)
- Man - Woman Wanted (Poszukiwany poszukiwana, 1972)
- Adventure with a Song (Przygoda z piosenką, 1968)
- The Marriage of Convenience (Małżeństwo z rozsądku, 1966)
- Kapitan Sowa na tropie (1965)
- Wife for an Australian (Żona dla Australijczyka, 1963)
- The Touch of the Night (Dotknięcie nocy, 1961)
- Husband of His Wife (Mąż swojej żony, 1960)

### Kịch bản
- Zmiennicy (1986)
- Alternatywy 4 (1983)
- Teddy Bear (Miś, 1980)
- What Will You Do When You Catch Me? (Co mi zrobisz, jak mnie złapiesz?, 1978)
- Brunet Will Call (Brunet wieczorową porą, 1976)
- A Jungle Book of Regulations (Nie ma róży bez ognia, 1974)
- Man - Woman Wanted (Poszukiwany poszukiwana, 1972)
- Adventure with a Song (Przygoda z piosenką, 1968)
- Barbara i Jan (1964), cùng Jerzy Ziarnik
- Husband of His Wife (Mąż swojej żony, 1960), cùng Jerzy Jurandot

### Diễn viên
- Zmiennicy (1986)
- Alternatywy 4 (1983)
- Teddy Bear (Miś, 1980)
- Dom (1980–2000)
- The Lesniewski Family (Rodzina Leśniewskich, 1978)
- What Will You Do When You Catch Me? (Co mi zrobisz, jak mnie złapiesz?, 1978)
- Lalka (1977)
- Brunet Will Call (Brunet wieczorową porą, 1976)
- Man - Woman Wanted (Poszukiwany poszukiwana, 1972)
- Mr Anatol's Inspection (Inspekcja pana Anatola, 1959)
- Little Town (Miasteczko, 1958)
- Mr. Anatol's Hat (Kapelusz pana Anatola, 1957)
- Heroism (Eroica, 1957)
- Winter Twilight (Zimowy Zmierzch, 1956)
- Charcoal Sketches (Szkice węglem, 1956)
- Nikodem Dyzma (1956)
- Three Starts (Trzy starty, 1955)